# Ministério para a Igualdade
O Ministério para a Igualdade foi um efémero departamento do Governo da República Portuguesa, existente apenas durante a vigência do XIV Governo Constitucional, entre 1999 e 2000. A única ministra para a Igualdade foi Maria de Belém Roseira. O Ministério para a Igualdade foi extinto em setembro de 2000.